# دنیل هکت
دنیل هکت (انگلیسی: Daniel Hackett؛ زادهٔ ۱۹ دسامبر ۱۹۸۷) بازیکن بسکتبال اهل ایتالیا است.

## حرفه
از باشگاه‌هایی که در آن بازی کرده‌است می‌توان به یونیورسو ترویزو، المپیا میلان، و باشگاه بسکتبال المپیاکوس اشاره کرد.

## جوایز
وی در مسابقات کشوری و بین‌المللی در مجموع برندهٔ ۱ مدال برنز شده‌است.